# Ґжимали (Замбровський повіт)
Ґжимали (пол. Grzymały) — село в Польщі, у гміні Замбрув Замбровського повіту Підляського воєводства.
Населення — 94 особи (2011).
У 1975-1998 роках село належало до Ломжинського воєводства.

## Демографія
Демографічна структура станом на 31 березня 2011 року:
|          | Загалом | Допрацездатний вік | Працездатний вік | Постпрацездатний вік |
| -------- | ------- | ------------------ | ---------------- | -------------------- |
| Чоловіки | 47      | 13                 | 29               | 5                    |
| Жінки    | 47      | 13                 | 25               | 9                    |
| Разом    | 94      | 26                 | 54               | 14                   |